# Sharks (альбом UFO)
Sharks — шестнадцатый студийный альбом британской рок-группы UFO, выпущенный в 2002 году.

## Об альбоме
Это последний альбом UFO с гитаристом Михаэлем Шенкером. В январе 2003 года он покинул группу и отказался от прав на название UFO.

## Список композиций
| №                   | Название                      | Автор(ы)                   | Длительность |
| ------------------- | ----------------------------- | -------------------------- | ------------ |
| 1.                  | «Outlaw Man»                  | Фил Могг, Пит Уэй          | 4:03         |
| 2.                  | «Quicksilver Rider»           | Могг, Михаэль Шенкер       | 4:09         |
| 3.                  | «Serenity»                    | Могг, Шенкер               | 6:24         |
| 4.                  | «Deadman Walking»             | Могг, Шенкер               | 4:33         |
| 5.                  | «Shadow Dancer»               | Могг, Шенкер, Стив Фонтано | 4:50         |
| 6.                  | «Someone's Gonna Have to Pay» | Могг, Уэй                  | 5:31         |
| 7.                  | «Sea of Faith»                | Могг, Шенкер, Фонтано      | 5:51         |
| 8.                  | «Fighting Man»                | Могг, Уэй                  | 4:32         |
| 9.                  | «Perfect View»                | Могг, Шенкер, Фонтано      | 4:08         |
| 10.                 | «Crossing Over»               | Могг, Шенкер               | 4:49         |
| 11.                 | «Hawaii»                      | Шенкер                     | 0:43         |
| Общая длительность: | Общая длительность:           | Общая длительность:        | 49:33        |

## Участники записи
- Фил Могг — вокал
- Михаэль Шенкер — гитара
- Пит Уэй — бас-гитара
- Эйнсли Данбар — ударные
- Майк Варни — продюсер, дополнительная гитара на «Fighting Man»

### Приглашенные музыканты
- Кевин Карлсон — клавишные
- Джесси Брэдман — бэк-вокал
- Луис Малдональдо — бэк-вокал